# (9022) Drake
Pour les articles homonymes, voir Drake.
(9022) Drake est un astéroïde de la ceinture principale.

## Description
(9022) Drake est un astéroïde de la ceinture principale. Il fut découvert par Carolyn S. Shoemaker et Eugene M. Shoemaker le 14 août 1988 à l'observatoire Palomar. Il présente une orbite caractérisée par un demi-grand axe de 3,1432 UA, une excentricité de 0,221 et une inclinaison de 19,08° par rapport à l'écliptique.
Il fut nommé en hommage à Michael J. Drake (en), directeur du laboratoire lunaire et planétaire de l'Université de l'Arizona.

## Compléments